# Seiu Ito
Seiu Ito  (伊藤晴雨?, Itō Seiu), o Shuu Ito (Tokyo, 3 marzo 1882 – Tokyo, 28 gennaio 1961) è stato un pittore giapponese, considerato il "padre del kinbaku".

## Biografia
Hajime Ito (伊藤?, Itō Hajime) nacque nel quartiere Asakusa, figlio di un operaio metalmeccanico, nonché scultore. Iniziò la sua formazione pittorica nel 1890. Adottò l'alias "Seiu" (un doppio kanji per le parole "pioggia" e "bel tempo") all'età di 13 anni. Intorno al 1907 iniziò a lavorare per alcuni giornali. Nel 1919 assunse come modella Kise Sahara, la quale, dopo esser rimasta incinta, divenne la sua seconda moglie. Nel 1930 Ito divenne bersaglio della censura giapponese, il che troncò la sua carriera di pittore. Inoltre perse le sue opere durante i bombardamenti di Tokyo nella seconda guerra mondiale. Nel 1960 è stato premiato dalla Japan Artists Association (日本美術家連盟?, Nihon Bijutsuka Renmei).

## Stile
Come pittore, Ito fu molto interessato dalle forme artistiche del periodo Edo, in particolare di quella teatrale del kabuki. Infatti, dopo il grande terremoto del Kantō del 1923, pubblicò il libro Storia dell'Edo e dei costumi di Tokio (江戸と東京風俗野史?, Edo to Tōkyō Fūzoku Yashi). Per rappresentare le torture del periodo Edo, legava i suoi modelli in varie posizioni, li immortalava e da tali fotografie traeva ispirazione per i suoi quadri. L'episodio più noto di questo tipo fu quando legò a testa in giù sua moglie Kise incinta per imitare l'opera ukiyo-e La casa solitaria nella brughiera di Adachi di Yoshitoshi.

## Biopic
La sua vita è stata oggetto del film di Noboru Tanaka Hakkinbon bijin ranbu yori: semeru!, prodotto dalla Nikkatsu.